# PT-91 Twardy

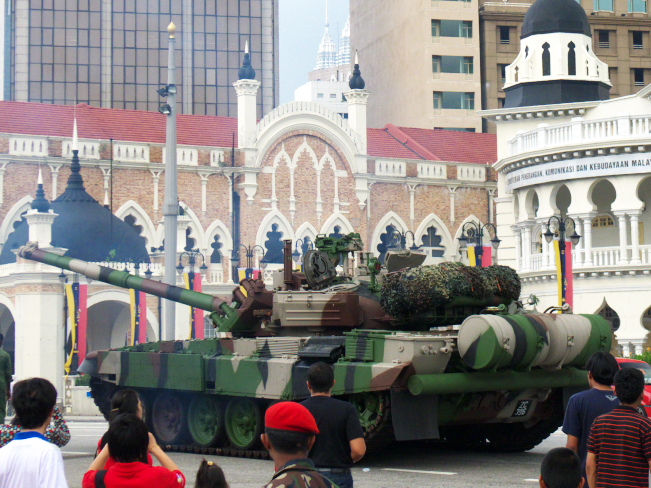
PT-91 de l'armée malaisienne en 2011.

Le PT-91 Twardy est un char de combat polonais. Il s'agit d'une version dérivée du T-72M1 qui est entrée en service en 1996.

## Caractéristiques
Le PT-91 propose plusieurs évolutions par rapport au T-72 sur lequel il est basé. Il dispose de plaques de blindage réactif ERAWA à signature radar réduite, d'un viseur thermique et d'un détecteur de laser déclenchant des fumigènes.
Une première version du PT-91 était équipée d'un moteur de 850 chevaux avec une vitesse maximale de 59 km/h. Depuis le début des années 2000, le nouveau moteur a une puissance de 1000 chevaux et une vitesse de 75 km/h sur route.

## Utilisateurs
- Malaisie : une version dérivée du PT-91, le PT-91M Pendekar, est utilisée par l'armée malaisienne depuis 2005. 2 prototypes et 48 véhicules de série[3].

- Pologne, environ 233 exemplaires sont en service dans les forces armées polonaises, construits entre 1995 et 2002.

- Géorgie : La Géorgie a également amélioré ses chars T-72 en utilisant le système de contrôle de tir du PT-91 originaire de Pologne.

- Ukraine qui a reçu un certain nombre d'exemplaires de la Pologne en 2022 dans le cadre du soutien du gouvernement polonais en réponse à l'invasion par la Russie plus tôt dans l'année[4].